# Чубаєво
Чуба́єво (рос. Чубаево, чув. Чупай) — присілок у складі Урмарського району Чувашії, Росія. Адміністративний центр Чубаєвського сільського поселення.
Населення — 690 осіб (2010; 784 у 2002).
Національний склад:
- чуваші — 94 %